# Ma Chérie
Ma Chérie (nome vindo do francês, que em português significa minha querida) é uma música do produtor suíço DJ Antoine, retirado de seu álbum de estúdio "Welcome to DJ Antoine". A canção se tornou um hit top-10 na Áustria, Bélgica, República Checa, França, Alemanha, Hungria, Itália, Rússia, Eslováquia e Suíça.

## Paradas e certificações

### Melhores posições
Versão original
| Parada (2012)                                  | Melhor posição |
| ---------------------------------------------- | -------------- |
| Áustria (Ö3 Austria Top 75)                    | 2              |
| Bélgica (Ultratip Bubbling Under de Flandres)  | 35             |
| Bélgica (Ultratop 50 da Valônia)               | 20             |
| ERRO: DEVE FORNECER ano PARA PARADA checa      | 1              |
| Europa (Euro Digital Songs)                    | 5              |
| França (SNEP)                                  | 73             |
| O campo songid é OBRIGATÓRIO PARA PARADA ALEMÃ | 6              |
| Hungria (Dance Top 40)                         | 6              |
| Hungria (Rádiós Top 40)                        | 8              |
| Itália (FIMI)                                  | 4              |
| Rússia (Russian Music Charts)                  | 7              |
| ERRO: DEVE FORNECER ano PARA TABELA eslovaca   | 1              |
| Suíça (Schweizer Hitparade)                    | 2              |

Ma Chérie 2012 version
| Parada (2011) | Melhor posição |
| ------------- | -------------- |
| França (SNEP) | 7              |